# Presidencia de la Plaza
Presidencia de La Plaza —comúnmente abreviada Plaza— es una localidad argentina, cabecera del departamento Presidencia de la Plaza, en la provincia del Chaco. Se desarrolló sobre la estación de ferrocarril, constituyéndose en uno de los principales núcleos habitacionales de la provincia durante la primera mitad de siglo. La principal actividad económica es la ganadería, influenciada por la gran cantidad de tierras bajas y anegadizas existentes al sur de la ciudad, que impiden el desarrollo de la agricultura. La fabricación de muebles con maderas de los bosques locales es otro de sus principales ingresos.
Cuentan con una feria Franca llamada Juntos por Plaza

## Vías de comunicación

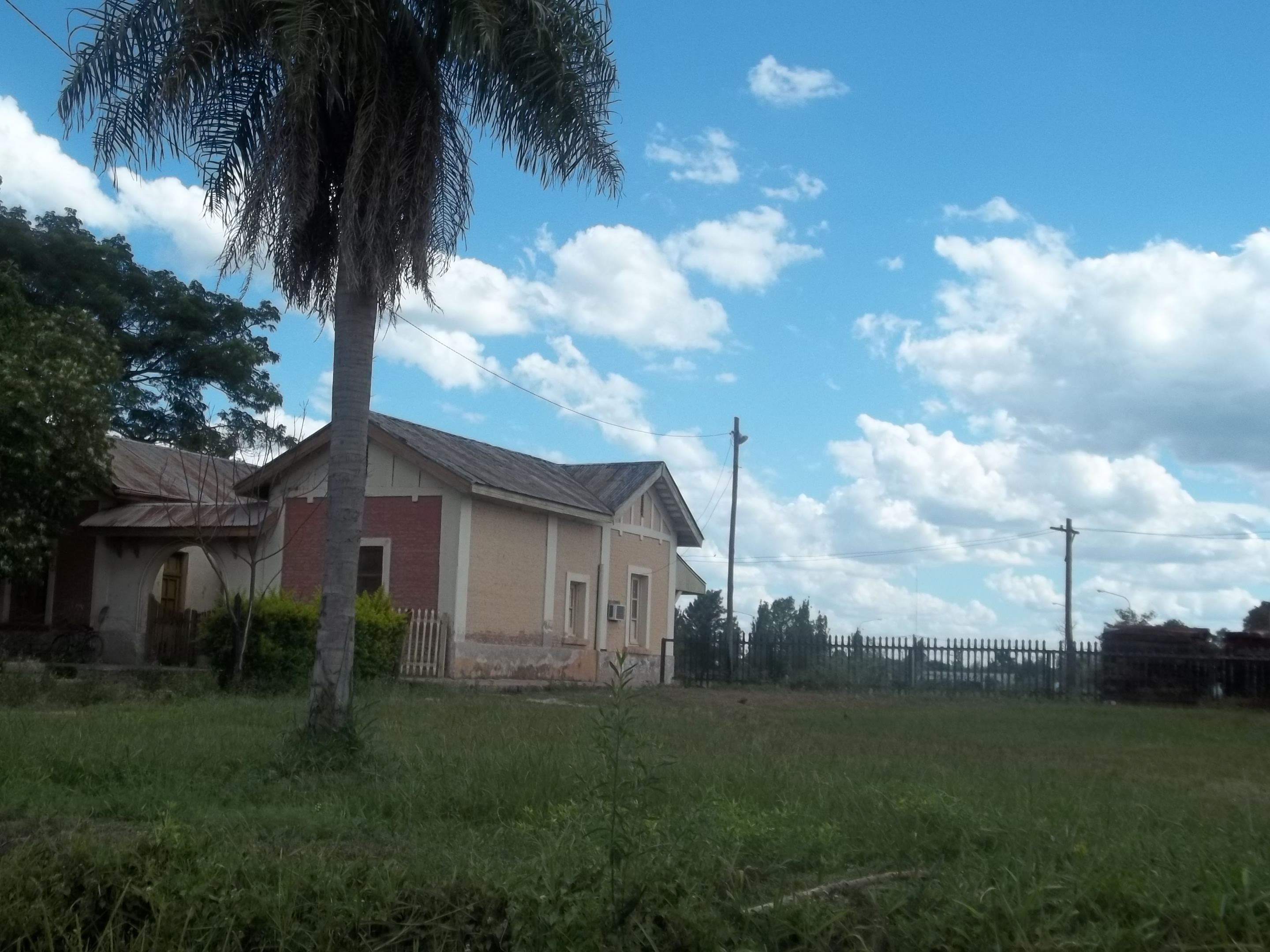
Estación de trenes de Presidencia de la Plaza.

Su principal acceso es la ruta Nacional N.º 16 (asfaltada), parte de un Corredor Bioceánico que une Brasil y Chile. La misma la conecta al sudeste con La Verde y Resistencia, y al noroeste con Machagai, Quitilipi y Presidencia Roque Sáenz Peña. La ruta provincial N.º 7 corta transversalmente a la anterior y la une al norte con Colonias Unidas y Las Garcitas, y al sur con Charadai. Esta ruta se terminó de pavimentar en 2021 en el tramo que va desde Plaza hasta Colonias Unidas.

## Toponimia
Lleva el nombre de la Presidencia de Victorino de la Plaza (1914-1916)

## Historia
Presidencia de la Plaza surgió a partir de una estación del ferrocarril de Barranqueras a Metán en 1910. El primer poblador fue Victorio Ghío, quien comenzó la explotación de los extensos quebrachales. Entre sus primeros pobladores se destacó Celestino Fernando Veuthey , quien se instaló en la zona en 1917, en un campo de su propiedad de 3300 hectáreas donde se dedicó principalmente a la ganadería

## Festivales
- Fiesta de la Inmaculada Concepción de María: 8 de diciembre
- Exposición Provincial del Ternero Chaqueño: en la primera quincena de febrero, con exposición y remate de terneros de muy buena calidad, especialmente Brangus y Bradford. Organiza la Sociedad Rural de Presidencia de la Plaza.
- Festival Nacional de Doma "Broche de Oro": en la segunda quincena de mayo. Participan jinetes campeones y ganadores de festivales nacionales de doma, que compiten por el Broche de Oro. Organiza el Centro Nacionalista El Resero.
- Concurso de Murales Portantes: del 24 al 26 de junio. Concurso único en la provincia y en el país. Participan  mayores de 18 años, con tema libre y de materiales no perecederos. Organiza el Rotary Club Nuevas Generaciones.
- Aniversario de Fundación: 11 de julio de 1911 (oficialmente en 1921)
- Fiesta Patronal de la Santísima Virgen de Itatí: 16 de julio
- Fiesta de la Asunción de María: 15 de agosto
- Festival Nacional del Chicharrón el 10 de noviembre, fecha en que se celebra el día de la Tradición en Argentina, en homenaje a doña Bernarda Ibarrola, una mujer que siendo joven viuda con muchos hijos (17 en total), vendía chicharrones trenzados (comida tradicional del país) en la estación de trenes  para sostener su familia, y que fuera un personaje representativo de la localidad

## Agencia de Extensión INTA
El Instituto Nacional de Tecnología Agropecuaria inauguró la Agencia de Extensión Agropecuaria e1 1 de julio de 1963. Actualmente en posee una Oficina de Desarrollo Rural Presidencia de la Plaza.
Sus primeros Técnicos fueron: Jefe de la AER: Ing Agrª Julio César Fernández, secundados por el Médico Veterinario Juan Antonio Castellanos Balarezzo y el Extensionista en Juventudes Rurales 4-A Maestro de Grado Ramón Aldo Báez.
El sector rural del Departamento Presidencia de la Plaza presenta problemas  vinculados a salud humana; dieta alimentaria; educación; vivienda rural; agua potable; electrificación e infraestructura vial. En tecnología agronómica se menciona degradación del ambiente; escasa implantación de pasturas; malezas y plagas de los cultivos (aparición del Picudo del Algodonero); generación de excedentes de huerta y granja; falta de agregación de valor a los productos comercializados.
Existen en el medio diferentes instituciones y programas públicos y privados que interactúan de forma deficitaria, tratando de solucionar en parte esta problemática planteada.
Por esto, a través del trabajo de la Oficina de Desarrollo Rural INTA se busca impulsar un proceso de Desarrollo Local, mediante la articulación de compromisos y acciones, y el armado de redes comunitarias, con la participación de los distintos actores del territorio.

## Reserva Forestal
- Localización:  27°04′S 59°52′O / -27.067, -59.867
- Área:	2250 ha
- Jurisdicción:	provincial
- Administrado por: Instituto Nacional de Tecnología Agropecuaria
- Grado de control: insuficiente
- Creado por: Decreto Nacional 59222/35
- Dominio de la tierra:	fiscal nacional
- Área Protegida con Recursos Manejados: Chaco Húmedo[4]

## Población
Su población era de 8,417 habitantes (Indec, 2001), lo que representa un crecimiento del 49,1% frente a los 5,644 habitantes (Indec, 1991) del censo anterior. En el municipio el total ascendía a los 12,231 habitantes (Indec, 2001).

## Parroquias de la Iglesia católica en Presidencia de la Plaza
| Arquidiócesis | Resistencia           |
| ------------- | --------------------- |
| Parroquia     | Inmaculada Concepción |